# Three Loves Has Nancy
Three Loves Has Nancy és una pel·lícula de comèdia romàntica estatunidenca de 1938 dirigida per Richard Thorpe i protagonitzada per Janet Gaynor, Robert Montgomery i Franchot Tone. Està ambientada a la ciutat de Nova York.

## Argument
Els plans de seducció del novel·lista Malcolm Niles van malament quan l'actriu Vivian Herford porta la seva mare a un sopar al seu apartament de Nova York. Quan parlen de matrimoni, en Malcolm decideix fer una gira per promocionar el seu nou llibre. En un petit poble del sud coneix la Nancy Briggs. La Nancy s'ha de cassar aquella nit, però el seu promès, que treballa a Nova York, no torna per al casament, així que la seva família li dona permís per anar a Nova York a buscar-lo. Al mateix temps, en Malcolm rep un cable del seu editor i amic, Robert Hanson, que li diu que torni a casa perquè la Vivian ha marxat de la ciutat. Viatjant a Nova York amb el mateix tren, la Nancy demostra ser una plaga que en Malcolm espera evitar un cop arribin, però quan la Nancy no troba el seu promès, va a buscar en Malcolm, ja que és l'únic que coneix a la ciutat. Està a punt de fer-la fora quan la Vivian torna, així que utilitza la Nancy com a excusa per desfer-se de la Vivian.

## Repartiment
- Janet Gaynor com Nancy Briggs
- Robert Montgomery com Mal Niles
- Franchot Tone com Bob Hanson
- Guy Kibbee com Pa Briggs
- Claire Dodd com Vivian Herford
- Reginald Owen com William
- Cora Witherspoon com Mrs. Herford
- Emma Dunn com Mrs. Briggs
- Charley Grapewin com avi Briggs
- Lester Matthews com Alonzo Stewart
- Grady Sutton com George Wilkins, Jr.
- Mary Forbes com Mrs. Hanson
- Grant Withers com Jack